# ボルゴ・ダーレ
ボルゴ・ダーレ（イタリア語: Borgo d'Ale）は、イタリア共和国ピエモンテ州ヴェルチェッリ県にある、人口約2,300人の基礎自治体（コムーネ）。

## 地理

### 位置・広がり
ヴェルチェッリ県南西部に位置するコムーネで、ビエッラから南へ24km、県都ヴェルチェッリから西へ29km、州都トリノから北東へ42kmの距離にある。
西側はトリノ県との県境になっており、北でわずかにビエッラ県と境界を接する。
| 隣接するコムーネは以下の通り。BIはビエッラ県、TOはトリノ県所属を示す。 - セッティモ・ロッターロ (TO) - 北 - ヴィヴェローネ (BI) - 北 - アーリチェ・カステッロ - 北東 - トロンツァーノ・ヴェルチェッレーゼ - 東 - ビアンツェ - 南東 - モンクリヴェッロ - 南西 - マリオーネ (TO) - 西 - ボルゴマジーノ (TO) - 西 - コッサーノ・カナヴェーゼ (TO) - 北西 - アゼッリオ (TO) - 北西 |

## 交通

### 道路
高速道路（アウトストラーダ）
町域南東部をアウトストラーダ A4 (it:Autostrada A4 (Italia)) が走り、出入口が設けられている。このほか、町域北西端をA4/A5 イヴレーア - サンティア支線が通過する。
国道および主要な県道
- SS11 (it:Strada statale 11 Padana Superiore)
- SP593